# Recettore della dopamina D2
Il recettore della dopamina D2, anche noto come RDD2 (DRD2 in inglese), 
è una proteina che nell'uomo è codificata dal gene RDD2. Il recettore della dopamina D2 è stato scoperto nel 1975 da Philip Seeman che lo ha definito il recettore antipsicotico della dopamina (antipsychotic dopamine receptor). L'RDD2 è il principale recettore per tutti i farmaci antipsicotici.

## Funzione
Questo gene codifica la sottocategoria D2 del recettore della dopamina,che è accoppiato al sottotipo Gi dei recettori accoppiati a proteine G. Questo recettore accoppiato alla proteina G inibisce l'attività dell'adenilato ciclasi.
Nel topo, la regolazione dell'espressione del DRD2 dal neuronal calcium sensor-1 (NCS-1) nel giro dentato è coinvolta nell'esplorazione, nella plasticità sinaptica e nella formazione di memoria.
Nelle mosche, l'attivazione degli autorecettori D2 proteggono i neuroni dopaminergici dalla morte cellulare indotta da una tossina che imita la malattia di Parkinson.